# Edgars Masaļskis
Edgars Masaļskis, född 31 mars 1980, är en lettisk professionell ishockeymålvakt som för närvarande spelar för HK Lada Toljatti i KHL. Masaļskis anses vara den viktigaste ishockeymålvakten i det lettiska ishockeylandslaget, sedan han efterträdde Artūrs Irbe.
Han spelade 11 matcher för Mörrums GoIS IK i HockeyAllsvenskan under säsongen 2002/2003, varefter han senare blev värvad av det ryska hockeylaget HK Sibir Novosibirsk. Han har även spelat för Dinamo Riga, samt klubbar i högstaligor som i Schweiz, Tjeckien, Tyskland och Vitryssland. 
I september 2008 blev Masaļskis misshandlad och rånad av ett antal män. Han bröt bland annat benet och spelade inte ishockey på ett antal månader.